# Dierentuin van Moskou

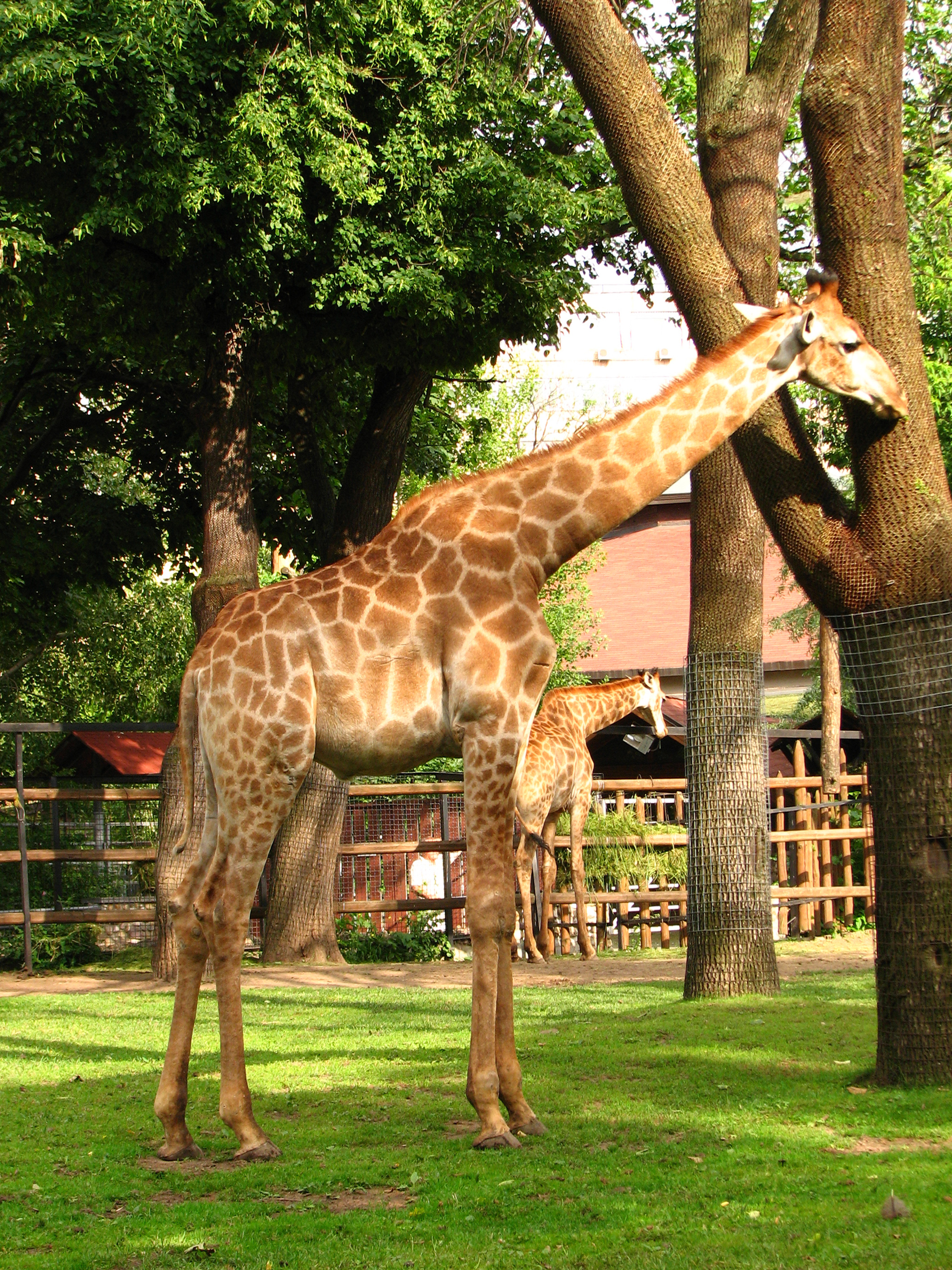
Giraffe met netvormig patroon

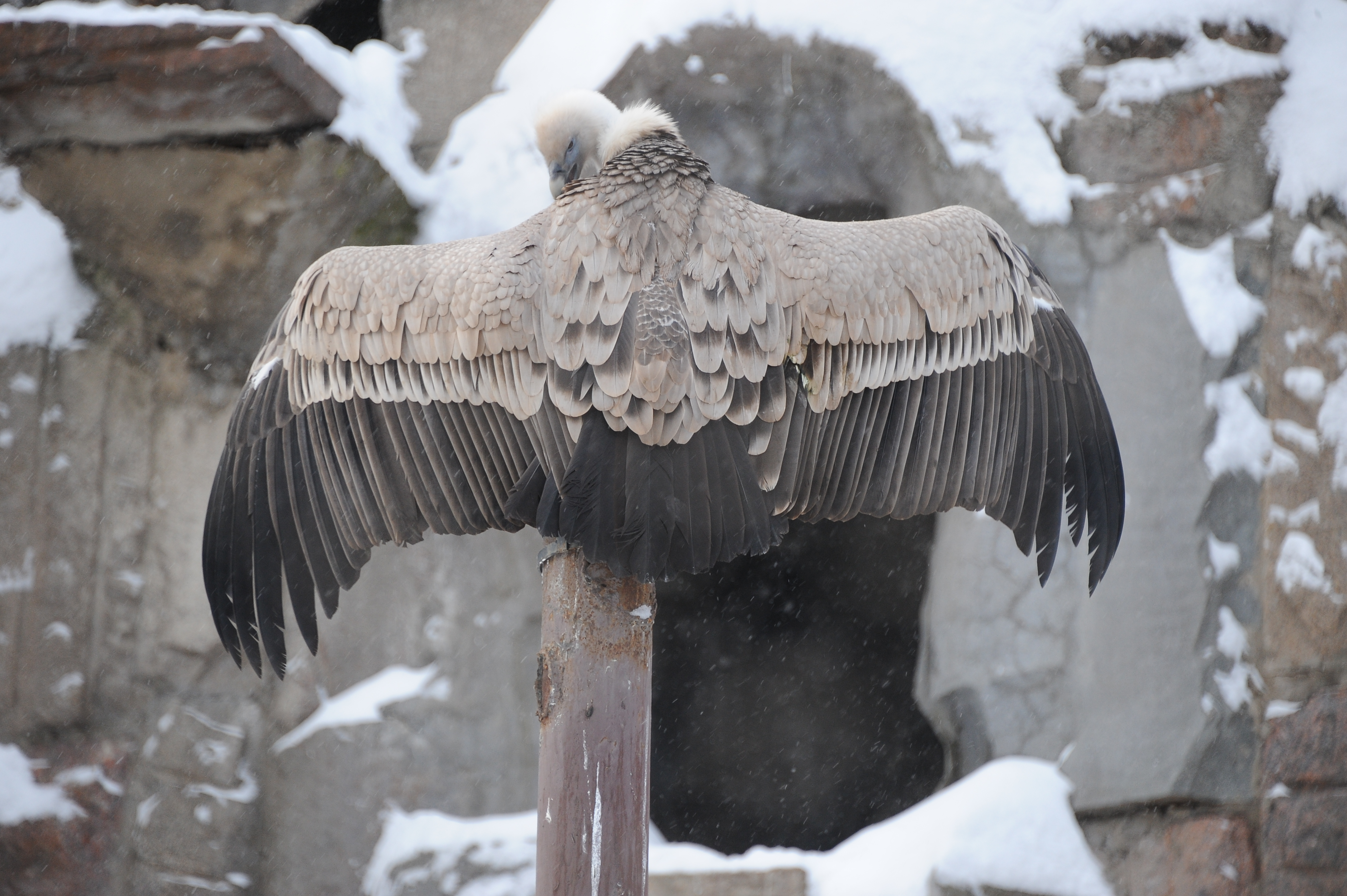
Enorme roofvogel

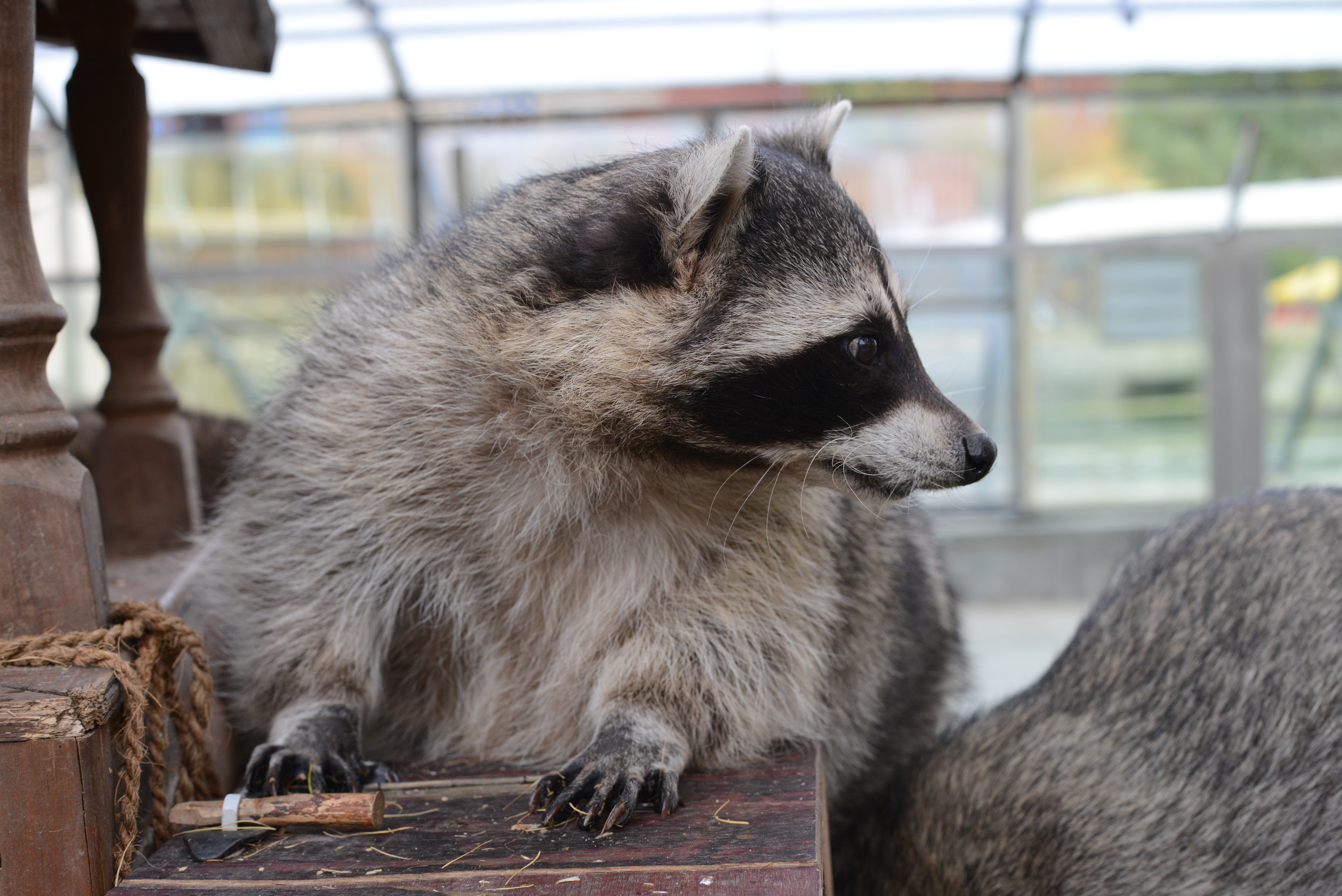
Raccoon

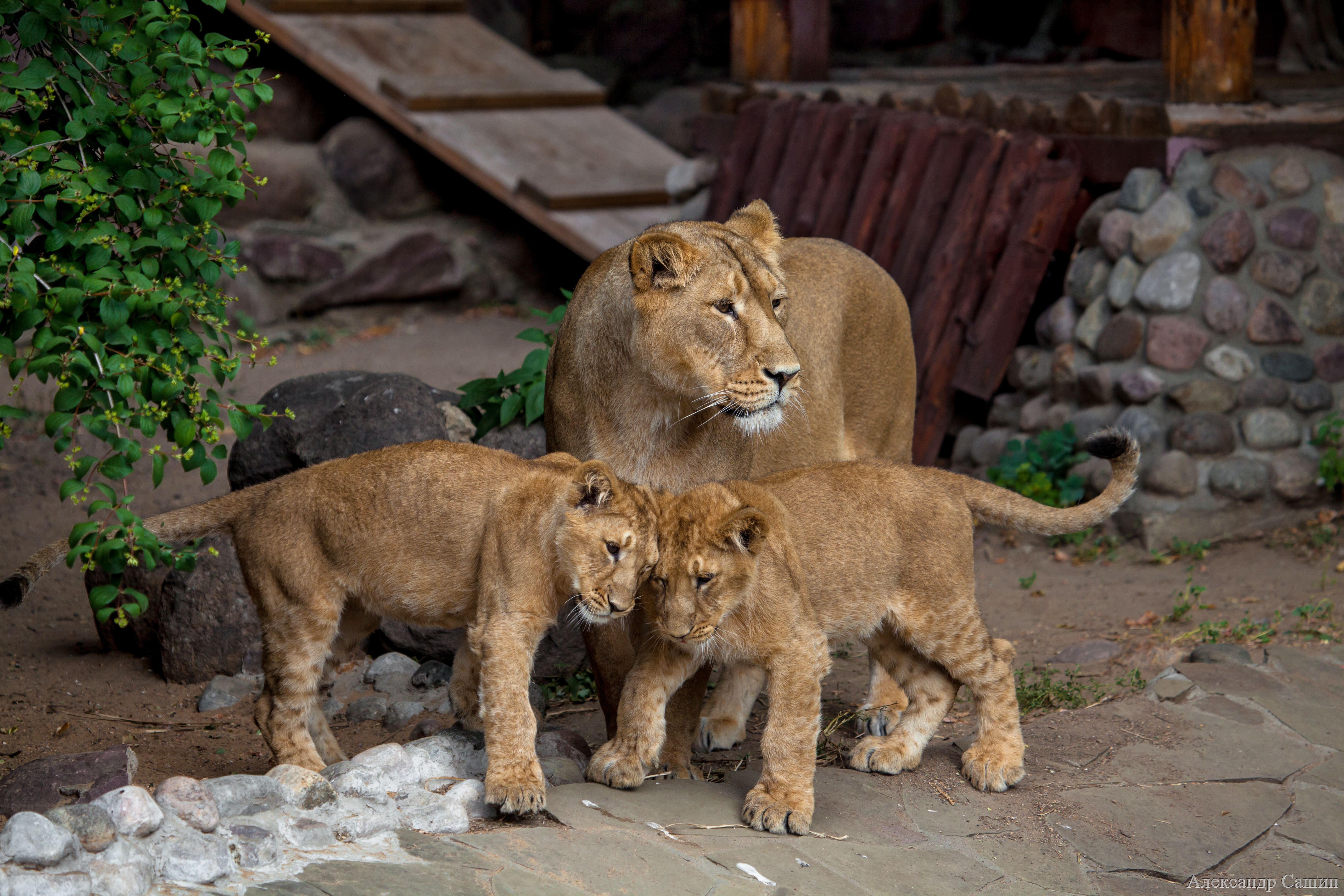
Leeuwen in de Dierentuin van Moskou

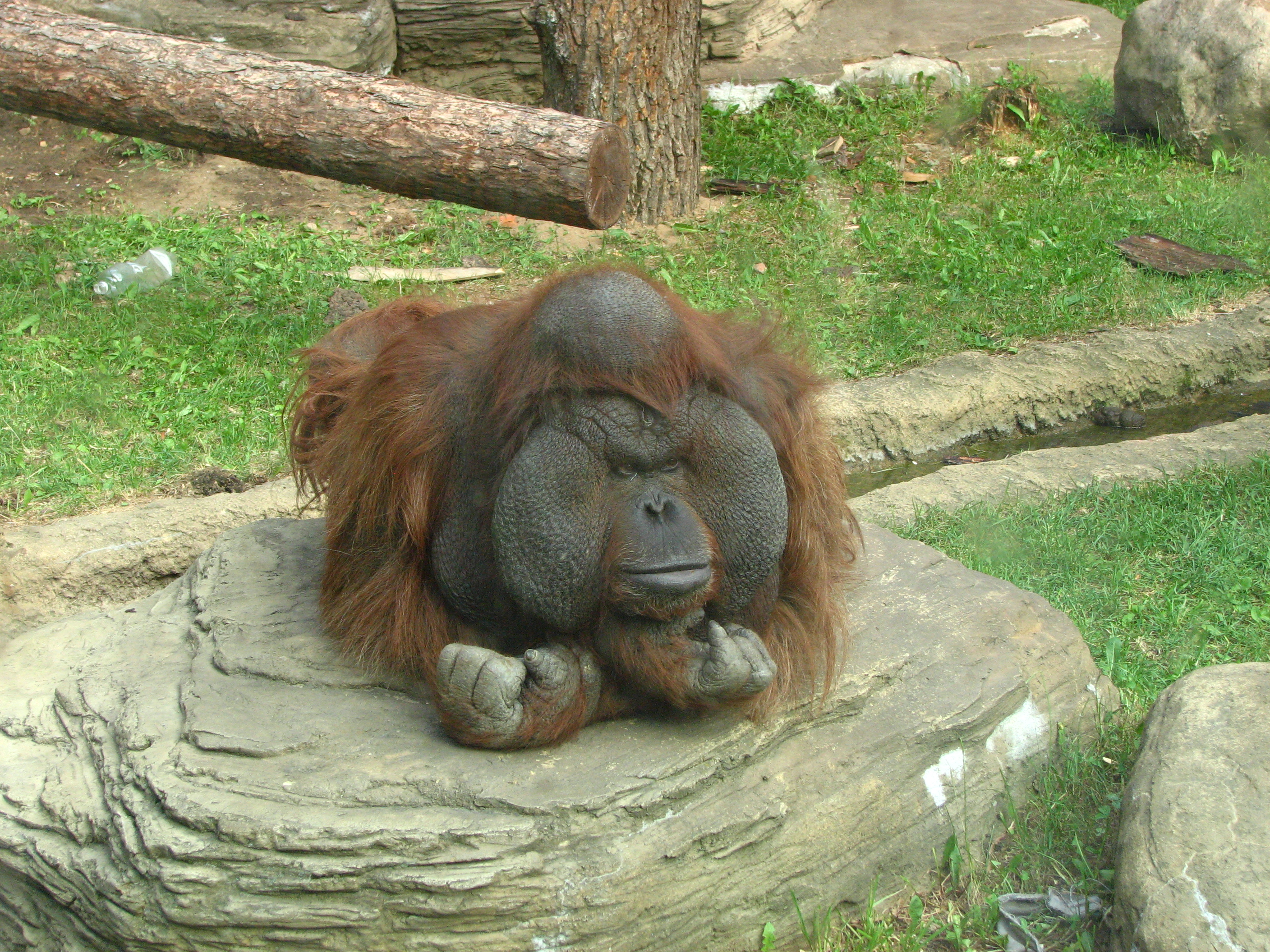
Orangoetan

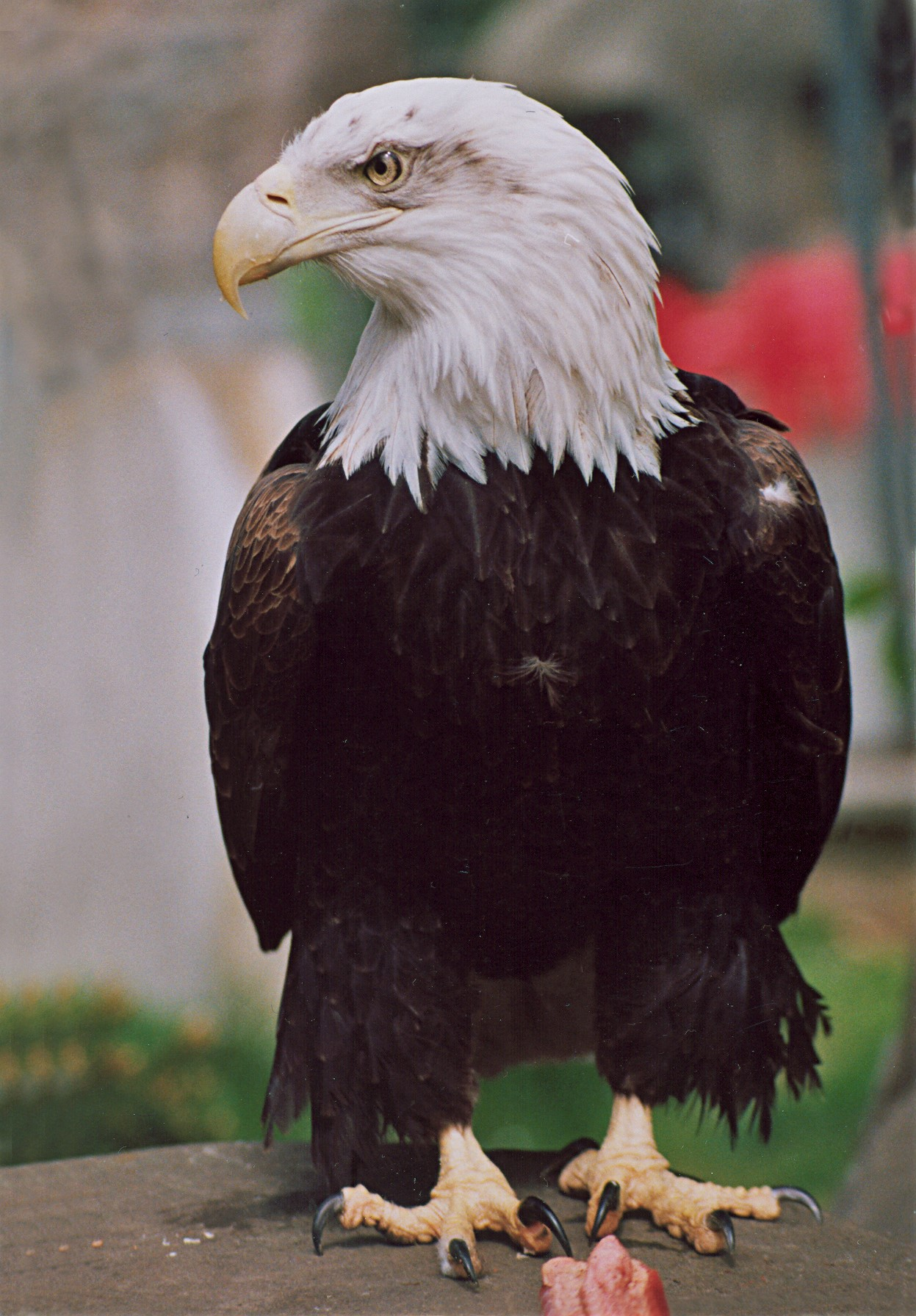
Amerikaanse zeearend

De Dierentuin van Moskou (Russisch: Московский зоопарк) is de grootste en oudste dierentuin van Rusland. De dierentuin is gelegen in het centrum van Moskou.

## Geschiedenis
Hij werd opgericht in 1864 door een groep biologieprofessors, K.F. Rulje, S.A. Usov en A.P. Bogdanov, van de Staatsuniversiteit van Moskou. In 1919 werd de dierentuin genationaliseerd. In 1922, werd de dierentuin eigendom van de stad Moskou en is sindsdien onder de controle van Moskou gebleven.
De dierentuin had een oppervlakte van 10 ha met 286 dieren, toen hij voor het eerst open ging. In 1926, werd de dierentuin uitgebreid met aangrenzend land, wat de oppervlakte vergrootte tot 18 ha. De originele gebouwen van de dierentuin waren van hout, in de oude Russische stijl met ingewikkelde versieringen.

## Vernieuwingen eind twintigste eeuw
In 1990 werd de dierentuin van Moskou gerenoveerd en aan de eisen van deze tijd aangepast. De opmerkelijkste toevoegingen omvatten een voetgangersbrug die de oude (1864) eigendommen van de dierentuin verbonden met de nieuwe (1926) eigendommen (daarvoor was de dierentuin verdeeld in twee 'afzonderlijke dierentuinen' aangezien de Bolsjaja Groezinskajastraat de twee eigendommen verdeelde) en een nieuwe hoofdingang in de vorm van een groot rotskasteel. Watervallen en de stromen werden toegevoegd om de dierentuin een natuurlijker indruk te geven.
Bovendien werd de dierentuin weer uitgebreid. Er werden nieuwe verblijven geopend, waaronder een zee-aquarium, volière, tentoonstellingsruimte voor nachtdieren, een zeeleeuwenverblijf en een speciale dierentuin voor kinderen.

## Dierentuinmuseum
Opgericht in 2008 in een gebouw met twee verdiepingen uit de 19e eeuw, gebouwd in de late 19e-begin 20e eeuw en gelegen op het grondgebied van de dierentuin. Sinds 2015 is het museum open voor publiek en iedereen. In de centrale en zijhallen is er een tentoonstelling over de geschiedenis van de dierentuin van Moskou en een permanente tentoonstelling over natuurwetenschappen. De collectie van het museum omvat meer dan 10.000 dierentuinemblemen van over de hele wereld, honderden schilderijen, sculpturen en tekeningen van meesters van de Russische animalistieken zoals Vasily Vatagin, Alexei Komarov, Vadim Trofimov, Andrei Marts en Alexei Tsvetkov.

## Dierencollectie
De dierentuin heeft meer dan 6000 dieren van meer dan 1000 soorten en bestrijkt een gebied van ongeveer 21,5 ha.

### Fokprogramma's
Het park neemt deel aan meerdere internationale fokprogramma's en coördineert en beheert de EEP-stamboeken voor de ijsbeer en de kiang en de ESB-stamboeken voor de Stellers zeearend en de argusfazant.

## Onderzoek en Opleidingsinstituut
De dierentuin bestudeert dierengedrag, het voeden en voortplanting van dieren en fokt zeldzame bedreigde soorten.
De dierentuin van Moskou heeft een eigen opleidingsinstituut. Naast opleidingen voor dierentuinpersoneel en docenten is er een bij- en nascholingprogramma voor medewerkers van dierentuinen en aquaria, dierenartsen, docenten en vrijwilligers, en ook cursussen in dierentuinpsychologie. Daar de Moskou dierentuin sinds de Sovjetperiode voorzitter is van alle dierentuinen in Rusland is het een nationaal opleidingscentrum. In 2017 is dit opgericht door de huidige directeur Svetlana Akulova en de Nederlandse Björn Stenvers.